# Тоустър
Тоустър (на английски: Towcester) е град в южната част на област Нортхамптъншър - Ийст Мидландс, Англия. Той е административен и стопански център на община Южен Нортхамптъншър. Населението на града към 2009 година е 10 018 жители.

## География
Тоустър е разположен в средната част на община Южен Нортхамптъншър на около 13 километра югозападно от главния град на графството – Нортхамптън. Столицата Лондон отстои на около 105 километра в югоизточна посока.
На разстояние около 9 километра североизточно от града преминава Магистрала М1 по транспортния коридор Лондон- Нортхамптън - Лестър - Нотингам - Шефийлд - Лийдс.